# Adam Fogg
Adam Fogg (27 gennaio 1999) è un mezzofondista britannico.

## Palmarès
| Anno | Manifestazione    | Sede      | Evento          | Risultato | Prestazione | Note |
| ---- | ----------------- | --------- | --------------- | --------- | ----------- | ---- |
| 2023 | Europei di cross  | Bruxelles | Staffetta mista | Bronzo    | 19'48"      |      |
| 2024 | Mondiali di cross | Belgrado  | Staffetta mista | Bronzo    | 23'00"      |      |
| 2024 | Mondiali indoor   | Glasgow   | 1500 m piani    | 14º       | 3'43"81     |      |
| 2024 | Europei           | Roma      | 1500 m piani    | 12º       | 3'34"44     |      |
| 2025 | Europei indoor    | Apeldoorn | 3000 m piani    | Batteria  | 7'57"68     |      |
| 2025 | Mondiali indoor   | Nanchino  | 1500 m piani    | Batteria  | 4'06"02     |      |

## Campionati nazionali
2022
- 6º ai campionati britannici, 1500 m piani - 3'48"69

2023
- 5º ai campionati britannici, 1500 m piani - 3'47"12
- 6º ai campionati britannici indoor, 3000 m piani - 8'00"39

2024
- Bronzo ai campionati britannici, 1500 m piani - 3'39"17
- Bronzo ai campionati britannici indoor, 1500 m piani - 3'48"63

2025
- 4º ai campionati britannici indoor, 3000 m piani - 7'50"65

## Altre competizioni internazionali
2023
- 7º al Golden Spike ( Ostrava), 1500 m piani - 3'35"99

2024
- 8º agli FBK Games ( Hengelo) - 5000 m piani - 13'25"19
- 7º ai London Anniversary Games ( Londra), miglio - 3'50"48
- 11º al Bauhaus-Galan ( Stoccolma), 1500 m piani - 3'35"50

2025
- 12º al Golden Spike ( Ostrava), 1500 m piani - 3'35"24